# Alga e Nori
Alga Houzuki (ホウズキ・ヒメ?, Hōzuki Hime) e Nori Marinis (イイダ＝マリネ?, Īda Marine), conosciute anche solo come Alga e Nori, sono un duo di personaggi immaginari della serie videoludica Splatoon. Introdotte nel 2017 in Splatoon 2, sono, rispettivamente, una Inkling e una Octoling che assieme formano il duo pop idol delle Tenta Cool (テンタクルズ?, Tentakuruzu).
Entrambi i personaggi sono stati accolti positivamente, tanto che alcuni critici le identificano come elementi fondamentali di Splatoon 2, attirando un notevole interesse da parte dei fan.

## Creazione e sviluppo
Alga e Nori sono state create per il videogioco Splatoon 2 dall'artista di Nintendo Rina Honda. Il cognome di Nori è stato rivelato da lei stessa e da Alga nella loro chat con Capitan Seppia presente nella Octo Expansion, mentre quello di Alga è stato rivelato nel libretto presente nella colonna sonora del contenuto scaricabile, Octotune, e poi da Nori nel suo diario digitale, disponibile nel contenuto scaricabile di Splatoon 3 "Torre dell'Ordine". Alga e Nori in Splatoon 2 hanno rispettivamente 21 e 18 anni.
Nei testi delle canzoni di Splatune 2, colonna sonora del secondo capitolo della serie distribuita il 29 novembre 2017 in Giappone, le parti cantante da Alga sono scritte in Hiragana, mentre quelle di Nori in Katakana. In un'intervista, lo sviluppatore Toru Minegishi ha affermato che questo è un dettaglio intenzionale perché, essendo due specie diverse, Nori parla una lingua differente rispetto agli Inkling. Secondo il produttore Hisashi Nogami, il duo è stato creato per essere molto più unito rispetto alle precedenti controparti Stella e Marina, ed è per questo che l'ultimo Splatfest del gioco non è stato "Alga vs. Nori" come in Splatoon. In un'altra intervista, Nogami spiega come uno dei motivi per cui hanno deciso di sviluppare il contenuto scaricabile Octo Expansion era quello di espandere e sviluppare il duo, dal momento che non erano apparse nella modalità storia.

### Design
Prima che il duo fosse finalizzato, Alga doveva essere originariamente una Octoling per renderle più simili alle Sea Sirens. Tuttavia alla fine è stato deciso di renderla un Inkling di statura bassa per dare un maggiore contrasto con le idol precedenti. I fan e i critici, come US Gamer e Complex, hanno speculato che gli outfit di Alga e Nori nella Octo Expansion potessero essere un riferimento ai rapper The Notorious B.I.G. e Tupac Shakur. Quando hanno chiesto spiegazioni a Nogami, quest'ultimo ha deciso di non rispondere per farlo rimanere un mistero.

### Doppiaggio
Alga è doppiata da Rina Itou, mentre Nori da Alice Peralta. Hanno doppiato sia i dialoghi che le tracce cantate dai loro personaggi, utilizzando un effetto che altera la voce.

## Biografia
Alga nacque da una famiglia ricca della provincia di Echinia, mentre Nori nel Distretto Polpo. A causa del governo di DJ Octavius, Nori dovette iscriversi alla scuola militare degli Octariani, dove conobbe Acht. Durante gli avvenimenti di Splatoon, Nori si trovava tra il pubblico della battaglia fra Numero 3, le Sea Sirens e DJ Octavius. Fu talmente colpita dalla canzone "Calamari Inkantation", che presentò le dimissioni dall'esercito e scappò al Colle Manisbucci, dove incontrò Alga. Il duo si incontrò spesso sul monte, finché non decisero di formare un gruppo idol assieme chiamato "Tenta Cool".
In Splatoon 2, le Tenta Cool crebbero in popolarità e sostituirono le Sea Sirens al Notiziario di Coloropoli, annunciando le rotazioni degli scenari e Splatfest. All'inizio della Octo Expansion, il duo si imbatte Numero 8 e Capitan Seppia a causa di un'interferenza radio. Alga e Nori decidono di aiutarli a fuggire dalla Metropolpitana, comunicando dall'esterno. Una volta collezionate le quattro "cose", il duo parte con un elicottero per andare a salvarli. Una volta arrivate, il gruppo appena riunito viene attaccato dal Comandante Tartar, che vuole riportare le due specie a uno stato primordiale con una sostanza da lui creata. Grazie ai "Nordigni" di Nori e l'"Algorgheggio" di Alga, il gruppo salva il mondo sconfiggendo Tartar e ritornano a Coloropoli. Dopo l'ultimo Splatfest, Caos vs. Ordine, le Tenta Cool decidono di collaborare con altre band e fare un tour mondiale. Nori nel mentre incomincia a programmare il "Noriverse", una realtà virtuale che permetterebbe agli Octoling a cui è stato faccio il lavaggio del cervello da Tartar di riacquisire i ricordi.
In Splatoon 3, le idol collaborano con un altro gruppo, formando i Damp Socks feat. Tenta Cool (ビジー・バケーション feat. テンタクルズ?, Bijī Bakēshon feat. Tentakuruzu). Successivamente partono per un tour mondiale invitando Numero 8 con loro. In Torre dell'Ordine, nel bel mezzo del tour, Otto e Alga si risvegliano all'interno del Noriverse, con l'ultima della due che ha preso la forma di un drone. Dopo aver incontrato Acht e aver salvato Nori, si manifesta davanti al loro "Ordine", un'intelligenza artificiale che ha preso il sopravvento e vuole creare un mondo ordinato dove tutto rimarrà uguale per sempre. Il gruppo scalerà la "Torre dell'Ordine" più volte, liberando le anime dei loro amici, finché Ordine, ora conosciuto come Minusco, non rinuncia ai piani. Una volta completato il contenuto scaricabile, Alga e Nori ritorneranno a esibirsi a Piazza Coloropoli, senza prendere parte a alcun Splatfest fino l'ultimo. Per l'ultimo Splatfest del gioco, il "Gran Festival", le Tenta Cool decisero di rappresentare il Team Presente e collaborarono con le Sea Sirens e il Trio Triglio, formando il supergruppo "Now Or Never Seven".

## In altri media eMerchandising
Gli Amiibo di Alga e Nori sono stati distribuiti assieme il 13 luglio 2018. Il duo ha ricevuto anche dei peluche della Sanrio basati su di loro.
Come le loro precedenti controparti, Alga e Nori hanno tenuto concerti olografici live, tra cui quello al Campionato Europeo di Splatoon. Un altro concerto è stato tenuto al NicoNico Chokaigi 2018, dove hanno eseguito il tema principale della Octo Expansion, Nasty Majesty. È stata anche la prima volta che hanno cantato la versione completa di una loro canzone.
In Super Smash Bros. Ultimate, le Tenta Cool appaiono come spiriti.

## Accoglienza
Alga e Nori sono diventate in fretta i personaggi preferiti dai fan poco dopo il loro annuncio, ricevendo numerose fanart basate su di loro.

### Critica
Allegra Frank di Polygon e Chris Moyse di Destructoid, scherzando, hanno paragonato la statura di Alga a quella di un gremlin. Sostengono che questa è stata una delle cause della divisione tra lei e Nori da parte dei fan. Frank sostiene che Nori era quella "categoricamente amata". Frank ha suggerito che la divisione è dovuta anche al desiderio dei fan di Nori di "animarla" e darle coraggio, ma anche causato dal carattere di Alga. Moyse tuttavia non è d'accordo, chiamando Alga la "Regina del Mondo". Jess Joho di Mashable ha suggerito che la popolarità di Nori è dovuta ai suoi indumenti, che mostrano più pelle, in contrasto all'aspetto più giovane di Alga. Holly Green di Paste Magazine ha incluso Alga e Nori nella sua lista dei "migliori nuovi personaggi videogiochi del 2017". Inizialmente aveva il timore che non fossero all'altezza di Stella e Marina, ma alla fine le ha apprezzate lo stesso. Holly sostiene che Nori è un personaggio migliore rispetto ad Alga a causa del carattere di quest'ultima, ma ho scritto che una "donna in prima linea efficace" dovesse avere queste caratteristiche. Ha sfidato i lettori a trovare un duo più iconico di loro due. Nonostante a Mollie L. Patterson di Electronic Gaming Monthly adorasse Stella e Marina, dice di preferire Alga e Nori, ed eventualmente ha incominciato ad apprezzare Alga quanto Nori. Elogia la relazione e le canzoni del duo. Gabe Gurwin di Digital Trends ha notato come la popolarità delle Tenta Cool sia dovuta alla personalità "allegra" e il design di Nori insieme "all'atteggiamento gangster-rap" di Alga. Gabe le ha inserite nella lista dei 10 personaggi che vorrebbe vedere in Super Smash Bros. Ultimate. Anche Will Greenwald di Geek le ha inserite nella sua lista di personaggi femminili che vorrebbe vedere nel suddetto gioco, notando che lui adora entrambe allo stesso modo, nonostante riconosca che Nori sia la preferita tra le due per i fan.
Heather Alexandra di Kotaku sostiene che Nori le stava "rovinando" gli Splatfest, a causa del fatto che sceglieva i team non in base alle sue preferenze, ma alle scelte del personaggio. Heather dice che le piacciono entrambe, ma Nori è "god tier". Lo staff di Electronic Gaming Monthly l'ha nominata "La regina ufficiale di EGM" e sostengono che "vinceranno ogni Splatfest per lei". Alex Perry ha suggerito che il team di Nori vincerà il primo Splatfest del gioco, Maionese vs. Ketchup,  a causa della sua popolarità. Jonathan Holmes di Destructoid ha elogiato Nori come personaggio per la sua rappresentanza etnica. Questo viene esaltato, secondo lui, anche dal fatto che sia una Octoling, specie in minoranza in Splatoon. Ha elogiato anche il design, soprattutto per non averle dato capelli bianchi, stereotipo spesso utilizzato per i personaggi immaginari di colore. Jordan Minor di Geek l'ha inclusa nella lista dei suoi personaggi preferiti di colore di Nintendo. Kirsten Swalley di Hardcore Gamer, prima dell'annuncio della Octo Expansion, ha detto che avrebbe voluto sapere di più sul passato di Nori e perché si trovava a Coloropoli, nonostante fosse una Octoling.
La relazione tra i due personaggi è stata molto discussa, con alcune persone che affermavano che fossero in una relazione romantica, mentre altri sostenevano che fra loro due ci sia solo amicizia. Patricia Hernandez di Polygon sostiene che l'ultimo Splatfest di Splatoon 2 supportava più l'idea di una relazione romantica, ma i dialoghi erano abbastanza vaghi per entrambe le interpretazioni.